# Bülent Kılıç
Bülent Kılıç (Tunceli, 1979) è un fotografo e giornalista turco.
Ha studiato giornalismo all'Università Ege di Smirne, dove si laurea nel 1998, e inizia a lavorare per AFP dal 2003. Nel 2014 è stato nominato come migliore fotografo d'agenzia da Time e Guardian per i suoi reportage sull'Ucraina e lo Stato Islamico in Iraq.

## Riconoscimenti
2015
World Press Photo awards
2016
World Press Photo awards